# Carme Casas Godessart
Carme Casas i Godessart (Alcalá de Gurrea, Osca, 25 d'abril de 1921 - Tarragona, 26 de novembre de 2013) va ser una sindicalista, infermera i política aragonesa, també activa a Catalunya. El seu compromís polític i la seva perseverança en la lluita contra el nazisme i el franquisme fan d'ella un testimoni d'excepció del segle xx.

## Biografia
Son pare era d'origen belga. L'any 1934 la seva família es va traslladar a Catalunya. Als quinze anys, començada la Guerra Civil espanyola, s'afilià a les Joventuts Socialistes Unificades de Catalunya (JSUC). El 1938, ja va començar els estudis d'infermera de guerra, organitzades per la Generalitat de Catalunya, però va haver d'interrompre'ls, sota la pressió de la seva mare. Com no podia exercir d'infermera, es va apuntar a un programa de les Joventuts Socialistes Unificades que feien visites i acompanyaven als joves malalts i ferits de l'Hospital de Lleida. També va formar part del programa Madrines de Guerra que mitjançant la correspondència epistolar amb joves destinats al front buscaven donar-los escalf i mantenir alta la moral dels soldats.
En acabar la Guerra Civil espanyola es va exiliar, sola, a França, on va passar per diversos camps de concentració, fins que va retrobar la seva família.
Una vegada començada la Segona Guerra Mundial, va començar una intensa activitat política i de resistència al nazisme. Durant aquells anys va ser coneguda amb el sobrenom de «Maria» i va ser perseguida per la Gestapo, motiu pel qual va haver-se d'amagar contínuament a diversos pobles francesos. Davant aquesta difícil situació a França, l'any 1944 va tornar a l'Estat espanyol, al qual se li havia de sumar que el seu company, Leandre Sahún, havia estat detingut a causa de la seva lluita clandestina contra el franquisme, motiu pel qual el van empresonar a Saragossa. A la frontera va ser detinguda i portada a la presó de Figueres, on va ser retinguda durant un mes. Un cop a l'Estat espanyol i en llibertat, va continuar amb la seva lluita política i de resistència al franquisme.
A principis d'estiu del 1945 va assistir al judici militar a què van sotmetre Leandre Sahún. El van condemnar a la pena de mort i li van comunicar que al cap de quaranta dies seria afusellat. De seguida, va començar a moure's per impedir que la sentència s'executés; per això va viatjar fins a Madrid, on va interposar recursos i va buscar gent que tingués influència per poder-lo ajudar.
A la tornada a Saragossa, es va assabentar que havien caigut cent setanta companys perquè un infiltrat els havia delatat. A partir d'aquell moment, i coneguda amb el sobrenom d'«Elisa», es va convertir en la dona més buscada per la brigada politicosocial. Va passar uns dies clandestinament a Madrid en eludir la presència policial, fins que finalment va ser detinguda, torturada, processada i empresonada. De Madrid la van traslladar a Saragossa, on la van sotmetre a un judici militar, acusada de cometre delictes d'alta traïció, espionatge, maçoneria i comunisme. Fou condemnada i va ingressar a la presó de Predicadores de Saragossa durant un any i mig. A principis del 1947, va aconseguir la llibertat condicional gràcies a les iniciatives dels companys que ja havien sortit de la presó. Malgrat això no la van posar en llibertat fins mesos més tard.
En sortir, el 1948, es va traslladar a Tarragona, on era empresonat el seu company a la presó de Pilats. El 1949 finalment va obtenir el títol d'infermera a Tarragona, molt més tard com que va haver de fer primer el «servei social», una mena de servei militar per a dones que havien actuat al bàndol republicà. Posteriorment en seguir certes recomanacions, es va traslladar, de nou, a viure a Madrid per mirar de moure papers de cara a commutar la pena de mort a la qual Leandre seguia sentenciat des de feia dos anys. La commutació de la pena la van aconseguir el 1949, tot i que ell va romandre a la presó fins al desembre del 1954. Tots dos van reprendre el contacte amb els militants comunistes de la zona de Tarragona i van participar en l'organització del PSUC i de les Comissions Obreres de Catalunya (CCOO) de Tarragona i comarques.
El 1967, treballant com a infermera, a l'Hospital Joan XXIII de Tarragona, va participar en les activitats de CCOO i va ser enllaç sindical. Desvinculada del món laboral, va passar a la secretaria de jubilats i pensionats l'any 1985, i va ser escollida secretària general del sindicat intercomarcal de pensionistes i jubilats de CCOO Tarragona el 1992, i reelegida el 1996. El 1997 va ser cofundadora de l'associació Les dones del 1936 amb l'objectiu de sensibilitzar les generacions més joves sobre el feixisme i la dictadura, mitjançant exposicions, conferències i testimoniatges. L'associació va ser dissolta el 2007, per causa de l'edat avançada dels membres.

## Reconeixements i homenatges
L'any 2002 el govern de la Generalitat de Catalunya li va concedir la Medalla al treball President Macià.
Fins que es va morir el 26 de novembre de 2013, va seguir vinculada a Iniciativa per Catalunya Verds (ICV), on milità activament, per a mantenir viva la memòria històrica entre la militància més jove. És Militant d'Honor de Joves d'Esquerra Verda, entitat hereva del llegat de la JSUC, entre d'altres.